# Сачочуо
Сачочуо (груз. საჭოჭუო) — село в Грузії.
За даними перепису населення 2014 року в селі проживає 310 особи.